# Châteaudouble (Drôme)
Châteaudouble é uma comuna francesa na região administrativa de Auvérnia-Ródano-Alpes, no departamento de Drôme. Estende-se por uma área de 17,37 km². Em 2010 a comuna tinha 601 habitantes (densidade: 34,6 hab./km²).